# Idaea bustilloi
Idaea bustilloi är en fjärilsart som beskrevs av Ramon Agenjo Cecilia 1967. Idaea bustilloi ingår i släktet Idaea och familjen mätare. Inga underarter finns listade i Catalogue of Life.